# Виправно-трудове право
Виправно-трудове право — галузь права, що регулює порядок і умови відбування призначених судами за вчинені злочини покарань, виконання яких пов'язане з застосуванням до засуджених заходів виправно-трудового впливу.
У кінці 1990-х було трансформоване в кримінально-виконавче право. Кримінально-виконавче право є сукупністю забезпечених силою державного примусу загальнообов'язкових норм, що регламентують діяльність органів та установ виконання покарань, визначають порядок виконання та умови відбування покарань, регулюють правовідносини, що виникають у сфері виконання покарань.